# Gare de Saint-Brieuc
Gare de Saint-Brieuc vasútállomás Franciaországban, Saint-Brieuc településen.

## Vasútvonalak
Az állomást az alábbi vasútvonalak érintik:
- Párizs–Brest-vasútvonal
- Saint-Brieuc–Pontivy-vasútvonal
- Ligne Saint-Brieuc - Le Légué

## Kapcsolódó állomások
A vasútállomáshoz az alábbi állomások vannak a legközelebb:
- Gare d’Yffiniac (Paris Gare Montparnasse, Párizs–Brest-vasútvonal)
- Gare de La Méaugon (Gare de Brest, Párizs–Brest-vasútvonal)